# Finlayson

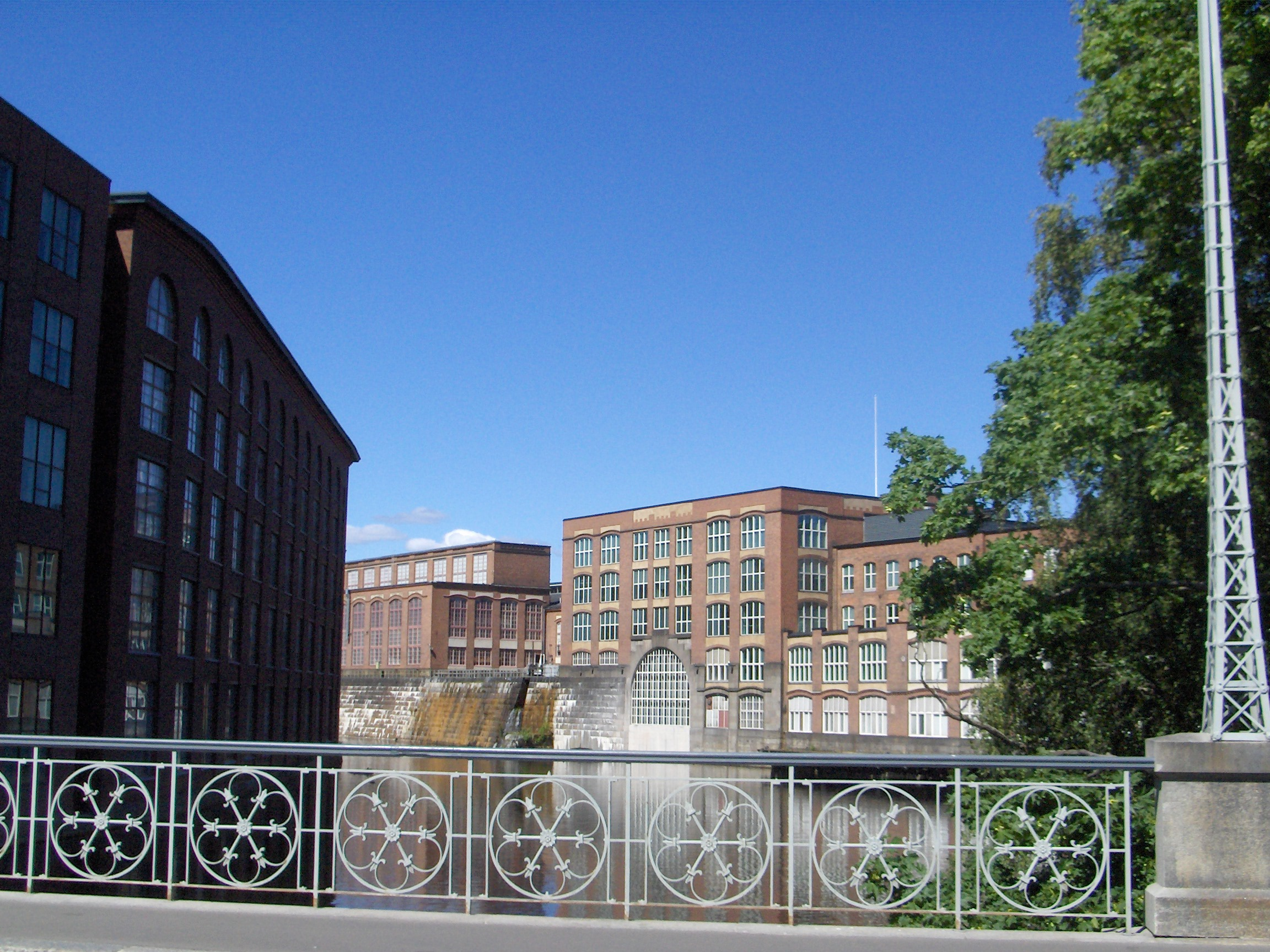
Fabrikerna för Finlayson och Tampella.

Finlayson är ett textilföretag som grundades av skotten James Finlayson 1820. Bolaget växte kraftigt under en ny ledning från 1836 och blev Nordens största industriföretag, en position som kvarhölls fram till 1920.

## Historia
James Finlayson var den finländska bomullsindustrins grundläggare. Han anställdes 1798 som maskinmästare vid en mekanisk verkstad i närheten av Sankt Petersburg. Omkring 20 år senare blev han uppmärksammad på den rikliga tillgången på vattenkraft i Tammerfors. Han besökte staden två gånger 1819 och slog sig ner där. 1820 fick han ett räntefritt statslån, ett jordområde och en värdefull forsandel gratis samt stora tullättnader. Ursprungligen hade han för avsikt att tillverka maskiner för textilindustrin, men efter att ha konfronterats med bristande efterfrågan på denna vara inriktade han sig istället på bomullsförädling. 
Finlaysons fabrik hade 500 spindlar 1835, men företaget gick ändock dåligt. 1836 sålde han det till ett konsortium bestående av bl.a. Revalköpmannen Carl Samuel Nottbeck och geheimerådet Georg Adolf Rauch i Sankt Petersburg. Dessa fick behålla firmanamnet Finlayson & Co. Finlayson själv återvände till Skottland 1838. Under den nya ledningen växte verksamheten och företaget inrättade barnhem, skola, sjukhus, bibliotek och kyrka.
Bolaget antog namnet Oy Finlayson-Forssa Ab 1934 i samband med samgåendet med Oy Forssa Ab. 1948 upptogs tillverkning av polyetenrör, en verksamhet som idag återfinns i Uponor. Stig Hästö blev 1957 ny vice vd under vd Sadi Sandell och övertog vd-posten 1962. Finlayson gick fortsatt bra genom importskydd och en branschkartell men när ekonomin började avregleras innebar det problem. Företaget fick nya framgångar genom att använda modern formgivning på produkterna och företagets plasttillverkning. Finlayson tog över Vasa Bomull Ab 1963 och Björneborgs bomull Ab 1973/1974. 1975 var Finlayson Finlands största arbetsgivare med 6500 anställda och elva fabriker. Finlayson blev en del av Asko-koncernen 1986.

## Galleri

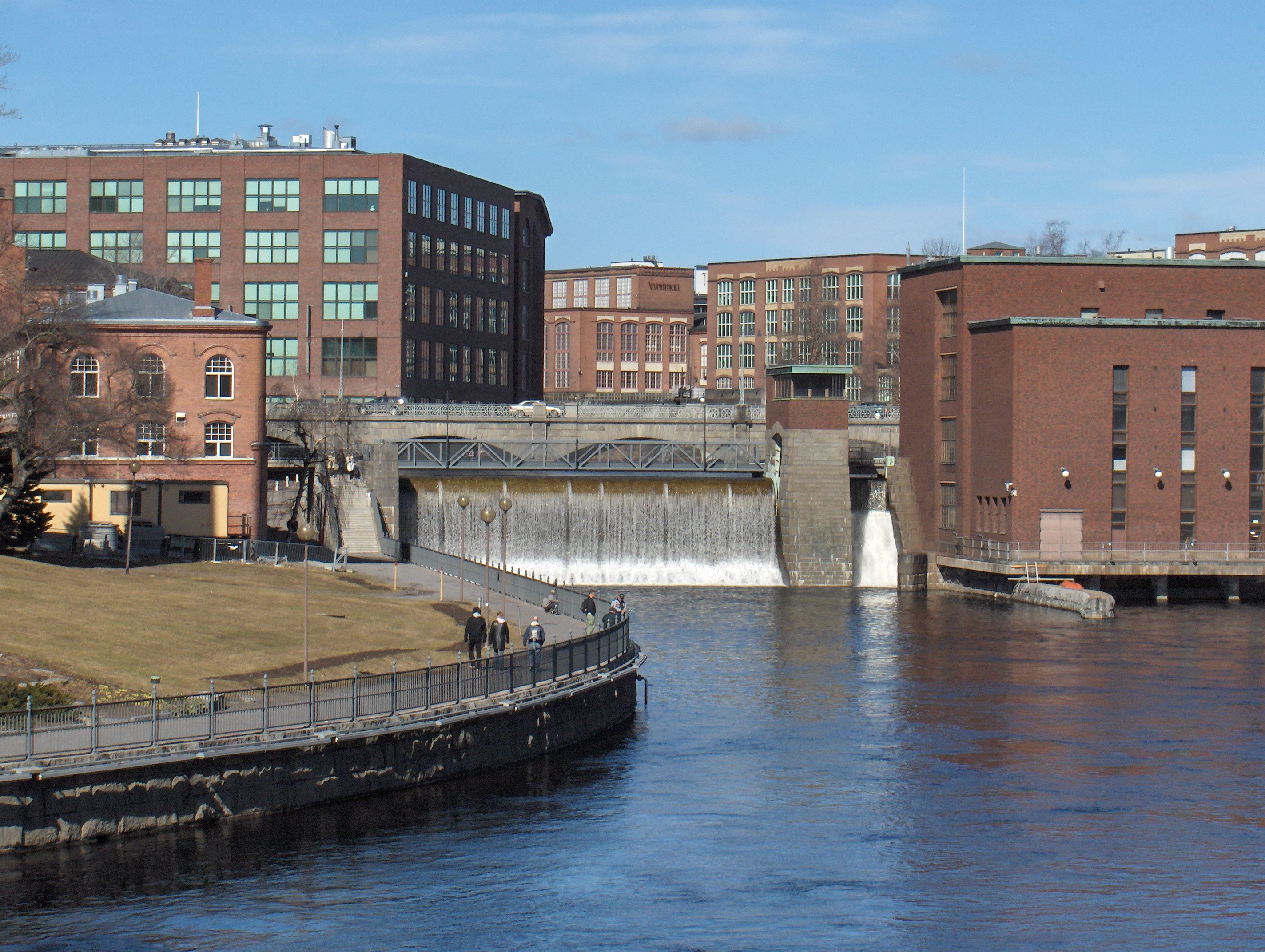
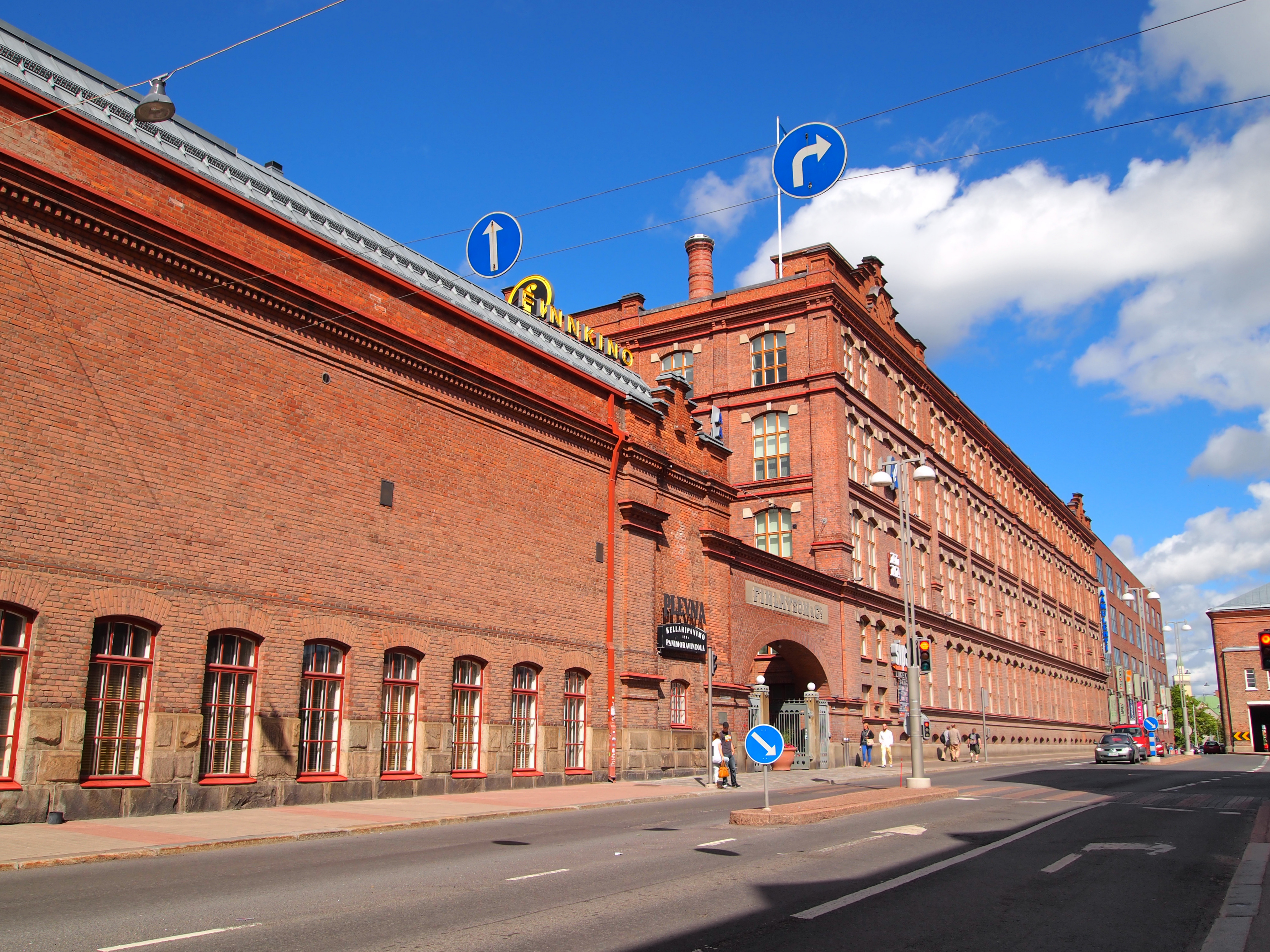
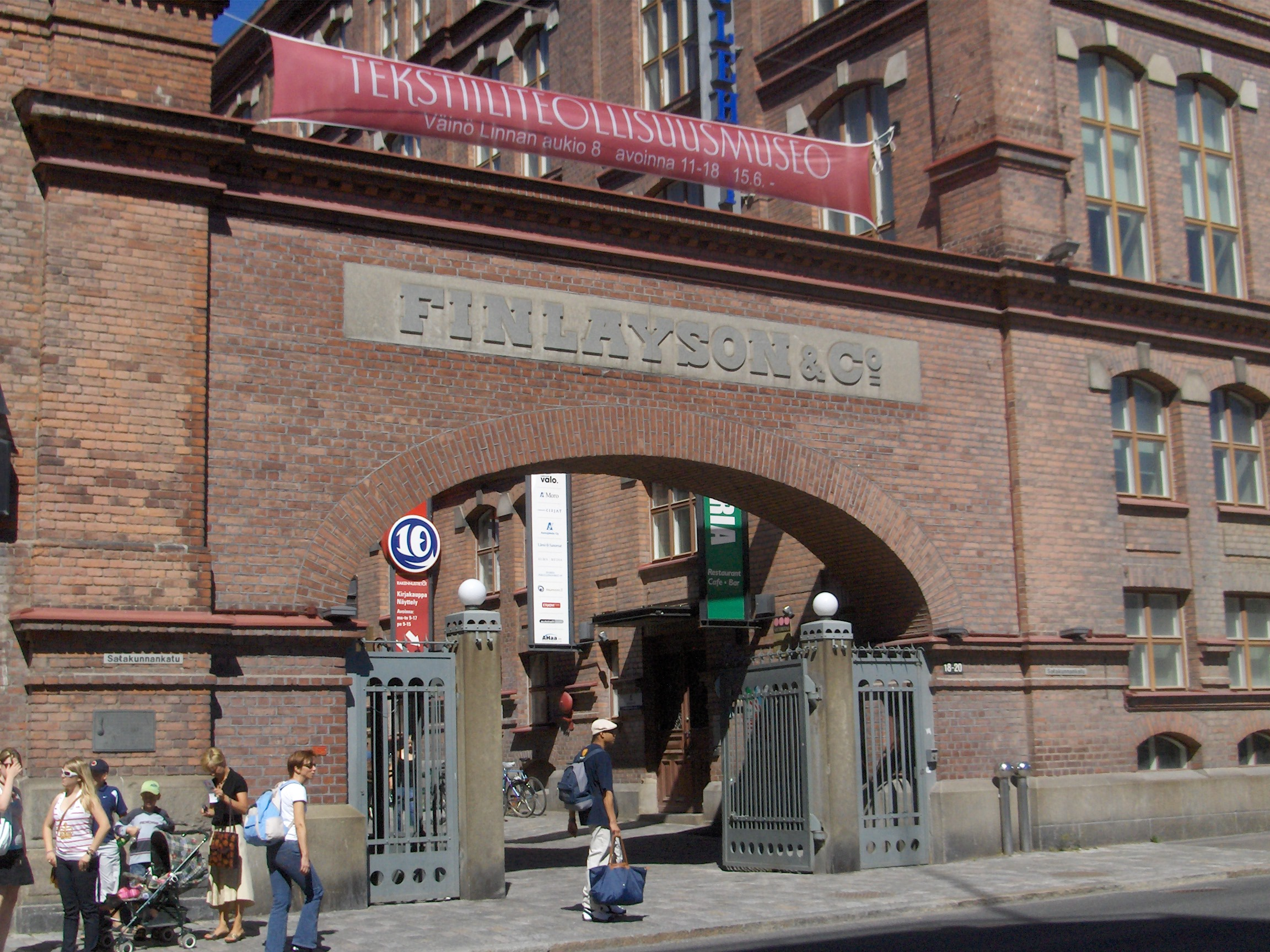